# Walter Murray Wonham
Walter Murray Wonham (1934) é um engenheiro canadense, especialista em engenharia de controle e automação.
Wonham obteve o bacharelado em engenharia física em 1956 na Universidade McGill, obtendo um doutorado em 1961 em teoria de controle na Universidade de Cambridge. A partir de 1970 trabalhou no grupo de teoria do controle na Faculdade de Engenharia Elétrica da Universidade de Toronto, onde foi professor.
Wonham é membro da Sociedade Real do Canadá e do Instituto de Engenheiros Eletricistas e Eletrônicos (IEEE). Recebeu a Medalha Brouwer de 1990.

## Obras
- Linear multivariable control: a geometric approach. Springer Verlag 1974